# Quatro Televisión
Quatro Televisión es un canal de televisión abierta peruano que emite desde la ciudad de Arequipa. Fue lanzado en 1988 y es propiedad de la Compañía de Radiodifusión Hispano Peruana.

## Historia
En 1986 se establece la Compañía de Radiodifusión Hispano Peruana S.A. por iniciativa de los hermanos Javier, José Luis y Federico Velasco Salinas. Dos años después, obtienen del MTC una licencia de funcionamiento para operar un canal de televisión en la frecuencia 4 VHF de Arequipa. De esta forma, los hermanos lanzan el canal Hispano Televisión (HTV) el 25 de setiembre de 1988. En sus inicios, el canal retransmitía la señal de Televisión Española Internacional bajo contrato; HTV no emitió programación propia hasta principios de la década de 1990.
Existió una disputa por el control del canal 4 de Arequipa, entre HTV y Global Televisión de Lima (Canal 13 de Lima, en ese entonces propiedad de Vittorio de Ferrari), lo cual llevó a ambas empresas a un litigio judicial que duró hasta 1994. Durante esa época, ambos canales intercambiaban roles para emitir programación en el canal. Finalmente HTV ganó la demanda y siguió emitiendo en la frecuencia 4 VHF de Arequipa, además de adquirir equipos de grabación para producir sus propios programas. En 1995, el canal se convierte en repetidora de Uranio 15 de Lima (actualmente La Tele); al mismo tiempo, HTV ya emitía algunos programas de producción original comoTele noche y Cantamérica. En 1998, el canal se afilia a la cadena limeña ATV y empieza a usar el nombre comercial de esa red al mismo tiempo que incrementaba el número de sus producciones originales.
El contrato con ATV finalizó en 2002 y meses después el canal pasó a reemitir la señal de Red Global. Además, El Ministerio de Transportes y Comunicaciones ordenó el cambio de frecuencia Televisión Continental de canal 6 a canal 5, que hizo que Andina de Radiodifusión instalase un nuevo transmisor mediante el cual ATV iniciaría sus transmisiones como repetidora. Y también, firmó un contrato con Panamericana Televisión para retransmitir parte de su programación en pleno contexto administrativo en ese momento precario, a pesar de que Panamericana ya emitía por el canal 2 de Arequipa. A fines de 2006, HTV deja de ser repetidora de Red Global y comienza una nueva etapa como canal independiente; de esta manera, aumentó el número de sus producciones originales y actualizó su equipamiento técnico.
El 20 de junio de 2011, HTV cambió su denominación comercial a Viva TV, renovó su programación y empezó a emitir su señal por internet. El 18 de diciembre de 2014 cambia nuevamente su nombre comercial a Quatro Televisión. 
En 2017, el Ministerio de Transportes y Comunicaciones le asignó la frecuencia 30 UHF (canal virtual 4.1) para el inicio de sus transmisiones en señal digital, lo cual se concretó el 26 de enero del 2022 con una señal de prueba a 480i (SD) replicada de la señal analógica con sus fallas de origen, el 16 de mayo del 2022 subió su resolución a 720p y dejó de replicar la señal analógica para transmitir de manera nativa; paulatinamente viene adecuando los contenidos, el equipamiento y el paquete gráfico al nuevo formato de video.
Desde setiembre del 2022, Quatro Televisión emite en resolución 1080p.

## Programación

### Programación actual
- Quatro TV Noticias
- Ashka Perú
- InfoSalud
- Teleaprendiendo
- Viva magazine
- En que andas? Arequipa
- Puro deporte
- Equipo de primera
- Top Gamerz
- La Ruta del Experto
- Modo avión
- Para todos
- Impacto Regional
- Perú Elige Bien
- Generación Like

### Programación anterior
- Tele noche
- ATV Noticias Arequipa
- HTV noticias
- Viva noticias
- 60 minutos
- Telediario
- El informativo
- Punto de encuentro
- Salvo mejor parecer
- El espantacuervos
- Horizonte andino
- Sano juicio
- El camaleón
- El buho tv
- Raskin
- Ritmo caliente
- Cultura Viva
- De boleto
- En la mira
- Canto a Mi Tierra
- Video show
- Contacto urbano
- Sobrevivientes
- Ojo rojo
- Como es la nuez
- Chévere
- AQP total
- Alto voltaje
- Mi tierra Arequipa
- Cantamérica
- Amerindia
- Arequipa: genio y figura
- El caminante
- Tus mañanas
- Al ritmo con Mónica
- Visita médica
- Familia y Salud
- AQ Probando
- Buena Voz
- Hola Arequipa
- Fusión, con mucho gusto
- Tinta roja
- Otro punto
- Día 7
- Mariano Melgar: el ejemplo inmortal

## Logotipos
Hasta 1995: Se usaba como mosca en pantalla el texto HTV generado por una tituladora Videonics en diversos colores y tipos de letra, no existía un logo oficial.
1995-1996: Un círculo (Tipo "Picture Start") que contenía un número 4 a la derecha superior, y en la parte inferior decía HTV, alrededor decía "Hispano Televisión el canal de la familia".
1996-1998: Las letras H y V entrelazadas (Cuyo enlace en el medio formaba la T) de color azul.

1998-2002: Se usó el logo y la denominación de ATV.
2002-2011: Tres piezas azules que juntas formaban un círculo con un hueco en forma de "h" en el centro.
2011-2014: Una especie de estrella con un círculo amarillo en el centro y rayos de colores rojo, verde y azul, acompañada del texto "Viva TV".
2014-Actualidad: El texto "Quatro", donde la "Q" tiene la forma del símbolo de encendido/apagado invertido en color anaranjado, el resto de letras aparece en minúsculas y en color azul, debajo de estas, el texto "televisión" también en minúsculas.

## Eslóganes
- 1995-1996: El canal de la familia
- 1996-1998: El canal
- 1998-2002: Porque la televisión en Arequipa es ATV
- 2002: El canal regional
- 2002-2011: Es para ti
- 2011-2012: Nuestro canal
- desde 2012: El canal de Arequipa, nuestro canal
- 2013: 25 años, El canal de Arequipa
- desde 2017: El canal de Arequipa, desde 1988